# Чорний ворон. Залишенець
«Чорний ворон. Залишенець» (до 2019 року друкувався під назвами «Залишенець», «Чорний ворон», та «Чорний ворон. Залишенець»)  історичний роман українського письменника Василя Шкляра, вперше виданий у 2009 році. Роман відтворює одну із сторінок української історії — боротьбу українських повстанців проти радянської окупації наприкінці радянсько-української війни 1917—1922 рр.
У той самий час коли радянська влада проводила на території Української СРР перший Голодомор.
В його основу покладено історичні документи, зокрема, з розсекречених архівів КДБ.
За роман «Чорний ворон. Залишенець» рішенням Комітету з Національної премії України ім. Т.Шевченка Шкляр був визнаний лауреатом Шевченківської премії 2011 року, але письменник відмовився її отримати у знак протесту проти перебування на посаді Міністра освіти України Дмитра Табачника.

## Персонажі
- Чорний Ворон, Іван Чорновус— Повстанець, отаман, головний герой
- Ходя, Вовкулака, Біжу, Захарко, В'юн, Цокало, Карпусь, Ладим, Невіруючий Хома, Сутяга, Дикий Гриць, Василинка — останні повстанці отамана
- Тіна — кохана Чорного Ворона
- Євдося — сліпа ворожка
- Веремій — отаман (згадка про нього)
- Ганнуся — дружина Веремія
- Дося — повстанка, подруга Чорного Ворона
- полковник Гамалій — зрадник, який мав убити Чорного Ворона
- сотник Завірюха — напарник Гамалія
- Варфоломій — віруючий відлюдник, що провіщає лихо.
- Іларіон Загородній — отаман, друг Чорного Ворона
- Мефодій Голик-Залізняк — отаман, друг Чорного Ворона.
- Денис Гупало — отаман, друг Чорного Ворона
- Птіцин — чекіст, ворог Чорного Ворона.

## Історія видання

Палітурка першого видання від Ярославів вал з заголовком «Чорний ворон» (2009)

Робота над романом тривала майже 13 років. Виданню роману у книжковому варіанті передувала публікація у 2008—2009 роках повної версії роману у журналі Сучасність та у листопаді 2009 року фрагменту «Суд» у газеті «Літературна Україна».
Роман вийшов одночасно у 2009 році у двох видавництвах під різними назвами. Під назвою «Чорний ворон» роман вийшов наприкінці 2009 року у київському видавництві «Ярославів Вал» й практично одночасно під назвою «Залишенець» — у харківському видавництві «КСД». Подальші перевидання книги у видавництві КСД були під об'єднаною назвою «Залишенець. Чорний ворон».

## Сюжет
В основі сюжету романа війна Холодноярської республіки — чотирирічного державного утворення, що стало осередком спротиву радянській владі на Правобережній Україні. Під проводом різних отаманів холодноярські повстанці борються з більшовицькою армією. Головний герой роману, один з останніх отаманів Холодного Яру, «залишенець» Чорний Ворон — обдарований військовий керівник, боєць, месник, закоханий у таємничу жінку на ім'я Тіна.
Їх називали бандитами, розбійниками, головорізами й навіть у прокльонах-анафемах забороняли згадувати їхні імена, щоб вбити у пам'яті упокореної маси ту ідею, за яку повстанці жертвували свої молоді життя. Авжеж, вони стріляли, вішали, палили, нищили — але кого? На їхньому бойовому чорному прапорі напис: «Воля України або смерть». Вони не вийшли з лісу навіть тоді, коли навкруги запанувала чужа влада і вже не було надії на визволення. Вони — залишенці — обрали собі смерть.

## Реакція

### Рецензії літкритиків
Літературні критики загалом дуже позитивно оцінили роман.

### Наклад
У 2009 перший наклад у 18 тисяч примірників було розкуплено за тиждень. До березня 2011 року, тобто за два роки продажів, загальний наклад роману, за даними видавництво КСД, сягнув 47 тис. Хоча після скандалу з відмовою Шкляра від Шевченківської премії через міністра освіти українофоба Дмитра Табачника, наклад вже у квітні 2011 року сягнув 100 тис. примірників, а до вересня 2011 року зріс вже до 110 тис. примірників (без урахування накладу книги у видавництві Ярославів вал).
У середині 2012 року стало відомо, що сукупний тираж книги перевищив 150 тисяч; цю ж саму цифру у 150 тис. Шкляр озвучив знову у 2015 році в інтерв'ю журналу «Країна». Наприкінці 2017 року стало відомо, що наклад роману вже подолав позначку у 300 тисяч примірників.

## Нагороди
Роман отримав кілька літературних премій:
- переможець конкурсу Всеукраїнського рейтингу «Книга року 2009» (президент Костянтин Родик),
- переможець премії «Айстра»,
- переможець в номінації «Найкращий історичний роман» конкурсу «Ярославів вал» Ліги українських меценатів.[26]

### Шевченківська премія
У лютому 2011 р. Комітет з Національної премії України ім. Т.Шевченка за роман «Залишенець. Чорний ворон» визначив Василя Шкляра лауреатом Шевченківської премії 2011 року в галузі літератури. 4 березня 2011 року Василь Шкляр звернувся до Президента України Віктора Януковича з заявою, у якій просив «врахувати в Указі з нагоди нагородження лауреатів Шевченківської премії моє прохання про перенесення нагородження мене Шевченківською премією на той час, коли при владі в Україні не буде українофоба Дмитра Табачника». У невдовзі потому оприлюдненому указі тодішнього Президента України В. Ф. Януковича № 275/2011 від 4 березня 2011 року «Про присудження Національної премії України імені Тараса Шевченка» Василя Шкляра не згадано. Подальша доля премії залишається невідомою.
З ініціативи Юрія Андруховича 17 квітня 2011 р. у Холодному Яру Василю Шкляру вперше в історії України була вручена Народна Шевченківська премія. Вручення відбулося біля пам'ятника на місці останнього бою отамана Василя Чучупака. Кошти на неї були зібрані меценатами та звичайними громадянами України.

## Екранізації
На початку 2016 року на мистецькому фестивалі «Ї» в Тернополі Василь Шкляр повідомив, що у 2016 році розпочнуться зйомки повнометражного фільму «Чорний ворон». За словами Шкляра, художній фільм матиме прокатну та телевізійну версії і зніматися він буде командою 1+1 production. Згодом телеканал 1+1 повідомив що на додачу до повнометражного фільму буде також створено 4-х серійну серіальну версію..

## Видання

### Друковані видання
Найзнаковіші друковані видання:
- Василь Шкляр. Чорний Ворон. Київ: Ярославів Вал, 2009. 352 стор. ISBN 978-966-2151-25-1 (Українська Кліо)
- Василь Шкляр. Залишенець. Харків: КСД. 2009. 384 стор. ISBN 978-966-14-0662-8 (Зірки української прози)
- Василь Шкляр. Залишенець. Чорний Ворон. Харків: КСД. 2014. 432 стор. ISBN 978-966-14-7839-7
- Василь Шкляр. Чорний ворон. Залишенець Харків: КСД. 2019. 432 стор. ISBN 978-617-12-6106-8

### Аудіокниги
У липні 2011 року Мистецька агенція «Наш Формат» випустила аудіокнижку «Залишенець». Озвучив книгу Петро Бойко, заслужений артист України, протоієрей Української православної церкви КП.

### Переклади іноземними мовами
Станом на 2016 рік, роман Василя Шкляра «Залишенець. Чорний ворон» було перекладено англійською, португальською та словацькою.
- (англійською) Vasyl Shkliar. Raven. Translated from Ukrainian by Susie Speight and Stephen Komarnyckyj. 2013. London: Aventura Ebooks Ltd. ISBN 978-1-909087-72-9[37]
  - (передрук) Vasyl Shkliar. Raven's Way. Translated from Ukrainian by Susie Speight and Stephen Komarnyckyj. 2015. London: Kalyna Language Press Ltd. ISBN 978-0-993197-20-8[38]
- (словацькою) Vasyľ Škľar. Čierny havran. Preložené z ukrajinčina: Vladimír Čerevka; verše prebásnila, doslov napísala a vysvetlivky zostavila Nataša Ďurinová. Bratislava: Ikar. 2013. 392 st. ISBN 978-80-551-3544-1[39]
- (португальською) Vassel Scliar. O Corvo Negro. Traduzido de Ucraniano: Emílio Gaudeda. São João-Curitiba-Paraná: Editora Íthal , 2015. 345 p. ISBN 978-85-61868-96-3.[40]

Фрагмент роману мовою есперанто, здійснений Віктором Паюком, вийшов у листопадні 2011 року у журналі Ukraina Stelo.

## Зауваги
1. ↑  в романі також присутня невелика кількість російської мови; російською в оригіналі подано, наприклад, офіційні документи-доноси тощо; детальніший про це у науковій роботі Василя Загороднюка[1]